# Ordre monastique d'Avallon
L’ordre monastique d’Avallon est un ordre religieux français fondé en 1970 par Henri Hillion de Coatmoc'han (1922-1980), lui-même issu de l'ordre de Saint-Colomban. Cet ordre se donne une double fliliation, orthodoxe et celtique, et a été classé comme secte
par la Commission d'enquête parlementaire sur les sectes en France en 1995/1996.

## Historique
Cet ordre religieux français est fondé en 1970 par Henri Hillion de Coatmoc'han (1922-1980), sorti de l'ordre de Saint-Colomban (lui-même sujet de l'Église orthodoxe celtique) par volonté de rupture avec le contexte ecclésial chrétien. Il se donne une double filiation : chrétienne orthodoxe et néo-druidique.
Dans son abbaye de Keravalenn, au lieu-dit Les Sept-Saints près du Vieux-Marché (Côtes-d'Armor), puis dans l'abbaye de Runmeno édifiée par les moines, l'ordre monastique d'Avallon devint, sous la direction de l'abbé général Bernard Ghoul consacré en 1972, une des plus importantes communautés de ce type en Bretagne dans les années 1970, avec quelques centaines de membres.
Une seconde communauté se crée à Montpellier autour de Paul Fournier de Brescia. Une certaine dilution de ces communautés est ensuite constatée . En 1976, l'abbaye de Runmeno est peu à peu abandonnée. Le nom de l'ordre monastique d'Avallon est cité dans le rapport de la Commission d'enquête parlementaire de lutte contre les sectes (rapport diffusé début 1996),. Le 3 avril 2007, la Cour de cassation a confirmé un arrêt rendu le 29 novembre 2005 par la Cour d'appel de Rennes et a rejeté la plainte en diffamation déposée par cet Ordre contre le magazine Un Autre Finistère qui, dans son édition d'octobre 2000, l'a cité  dans un article intitulé « Sectes en Finistère : ce qui a changé ».